# Amandine Tissier
Amandine Tissier, née le 10 septembre 1993 à Sablé-sur-Sarthe, est une joueuse française de handball évoluant au poste de demi-centre.

## Biographie

### 2011-2015: premiers pas au Havre
Amandine Tissier rejoint à l'été 2011 le centre de formation du Havre et débute en équipe première durant la saison 2011-2012. Elle dispute la finale de la coupe de France à la fin de la saison, perdue contre Toulon Saint-Cyr (20-25), puis la finale de la Coupe Challenge, gagnée face au club turc de Muratpaşa BSK.
En septembre 2014, elle figure dans la liste des 22 joueuses retenues en équipe de France pour le stage de préparation à la Golden League en octobre. Elle n'est toutefois pas retenue par le sélectionneur Alain Portes dans le groupe des 18 participant aux matches.
La saison 2014-2015 est compliquée pour le Havre, qui, malgré une huitième place (sur dix) en saison régulière, termine à la dernière place des playdowns et est relégué en division 2. Amandine Tissier (44 buts en 23 matches de championnat cette saison-là), ne prolonge pas l'aventure avec le HAC mais s'engage toutefois pour deux ans avec un autre club de division 2, le Brest Bretagne Handball.

### 2015-2021: la confirmation à Brest
Fin 2016, elle remporte le championnat de France de Division 2 ainsi que la coupe de France, son premier trophée national, avec le Brest Bretagne Handball. Tissier et son équipe terminent la saison invaincues, ne concédant que deux matches nuls.
De retour en première division lors de la saison 2016-2017, Tissier retrouve également la coupe d'Europe avec une participation à la Coupe de l'EHF (C3), soldée par une élimination en quarts de finale contre les russes de Rostov-Don. Tissier atteint également pour la première fois de sa carrière la finale du championnat de France mais s'incline en finale contre Metz Handball.
A la faveur d'une wild-card, Brest et Tissier découvrent la ligue des champions à l'automne 2017. Allison Pineau blessée, Amandine Tissier voit son temps de jeu considérablement augmenter et s'impose comme l'une des leaders de la formation bretonne. Meilleure buteuse de son équipe sur l'ensemble de la campagne européenne (36 buts cumulés en ligue des champions et en coupe EHF), Tissier termine la saison avec un total de 127 buts en 41 rencontres jouées toutes compétitions confondues, son meilleur total jusque-là. Collectivement, Brest ne remporte pas le moindre match en ligue des champions mais parvient à accéder une nouvelle fois aux quarts de finale de la Coupe de l'EHF contre les norvégiennes de Kristiansand. A l'échelle nationale, Tissier remporte sa deuxième coupe de France et échoue une fois de plus en finale du championnat de France contre Metz.
En décembre 2018, elle est diagnostiquée d'une sclérose en plaques. Elle réalise son retour à la compétition deux mois plus tard, le 2 février 2019, en ligue des champions contre Metz Handball (21-32). Un mois plus tard, elle est élue à 75% joueuse du mois de février 2019 du championnat de France. À la suite de son retour remarqué, Tissier prolonge son contrat de deux ans avec le BBH, la liant au club jusqu'à la saison 2020-2021. 

### 2021-2022: dernière saison pro à Nantes
En 2021, Tissier rejoint les Neptunes de Nantes avec un contrat pour deux saisons. Sa maladie la contraint à mettre sa carrière en pause en fin d'année 2021. En mars 2022, elle annonce ne pas pouvoir reprendre sa carrière sportive. Les présidents de Nantes et de Brest lui proposent alors un projet de reconversion.
En juillet 2022, elle signe dans le club amateur du Roz Hand’Du 29, un club breton de Nationale 2 qui vise la montée en Nationale 1, obtenue pour la saison 2023-2024. Parallèlement, elle est salariée comme commerciale par son ancien club, le Brest Bretagne Handball.

## Palmarès

### En club
compétitions internationales
- vainqueur de la Coupe Challenge (C4) en 2012 (avec Le Havre AC Handball)
- finaliste de la ligue des champions en 2021 (avec Brest Bretagne Handball)

compétitions nationales
- vainqueur du championnat de France en 2021 (avec Brest Bretagne Handball)
- vainqueur de la coupe de France en 2016, 2018 et 2021 (avec Brest Bretagne Handball)
  - finaliste en 2012 (avec Le Havre AC Handball) et 2019 (avec Brest Bretagne Handball)
- championne de France de deuxième division en 2016 (avec Brest Bretagne Handball)

### Distinctions individuelles
- élue joueuse du mois du championnat de France (1) en février 2019[11]

## Galerie photos

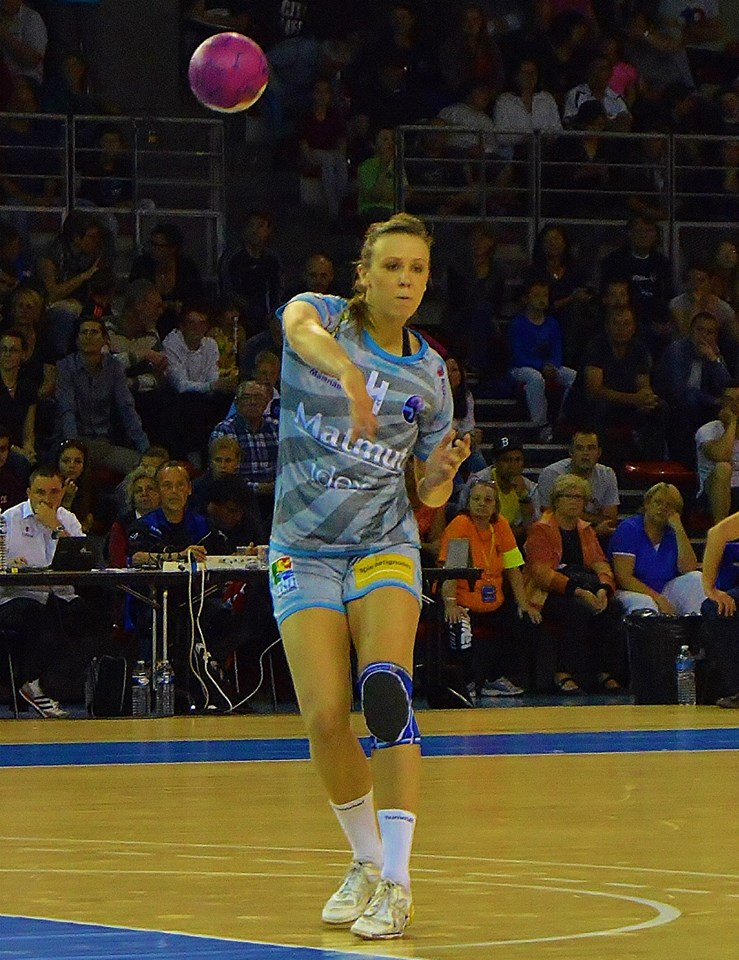
En 2011
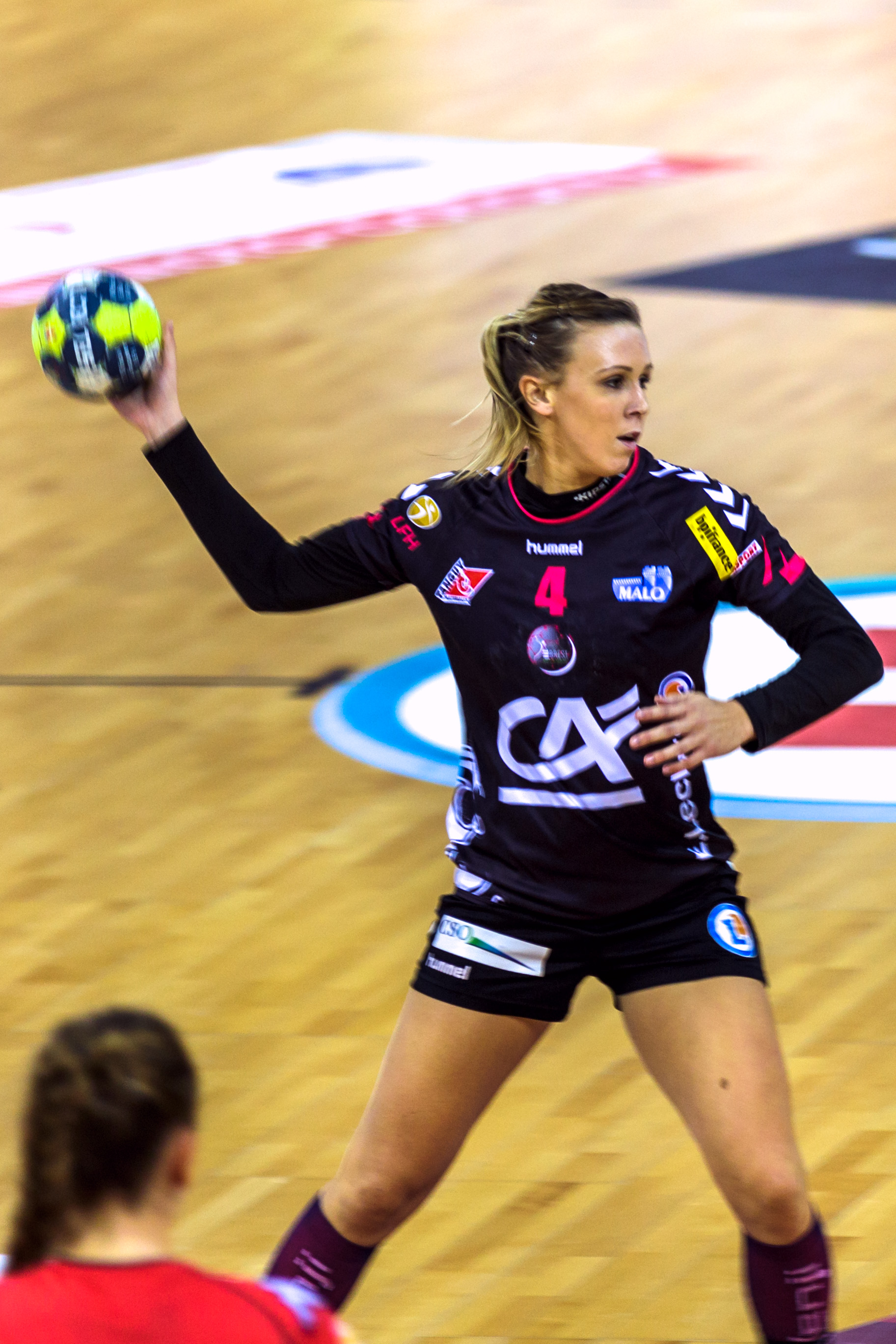
En 2016
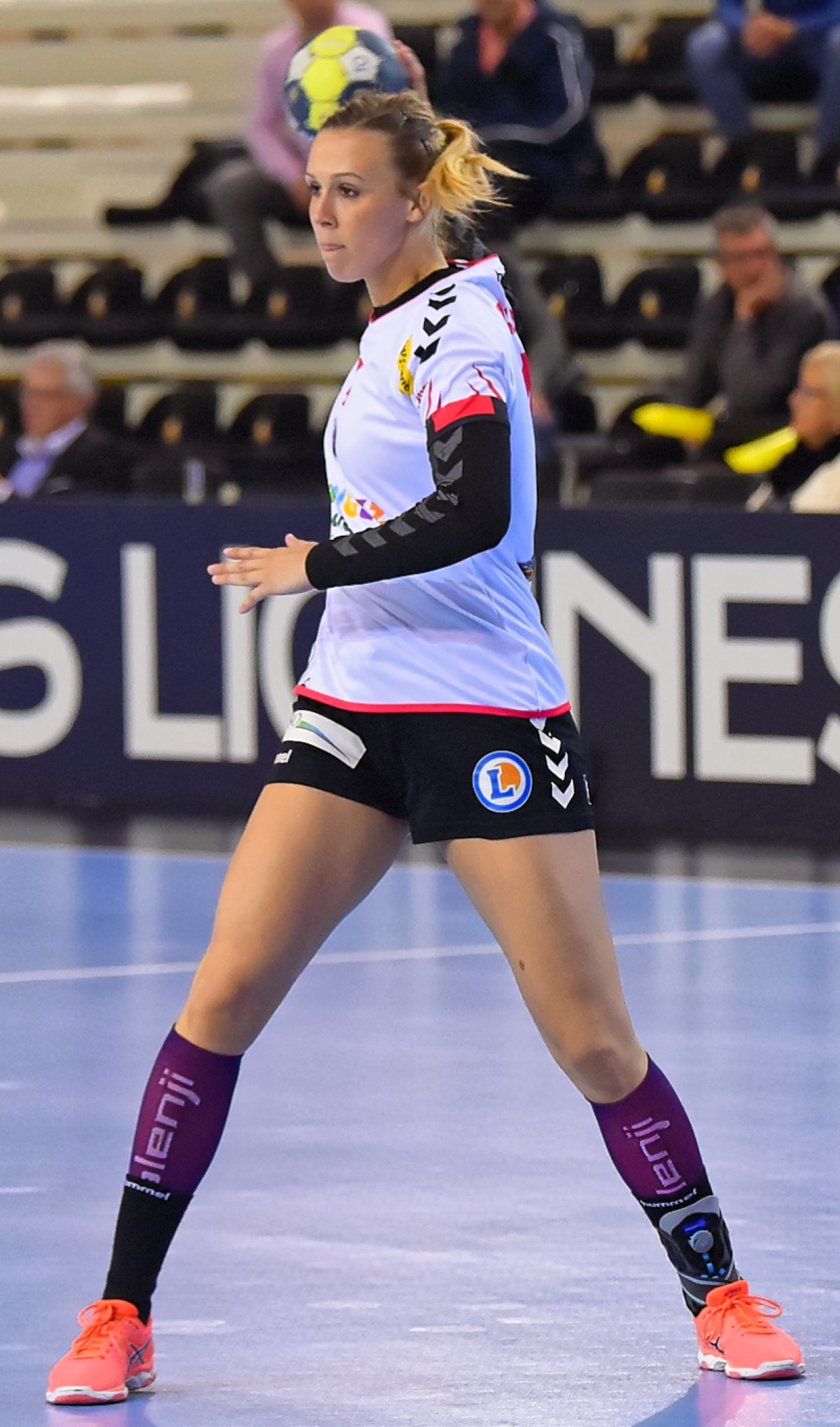
En 2017
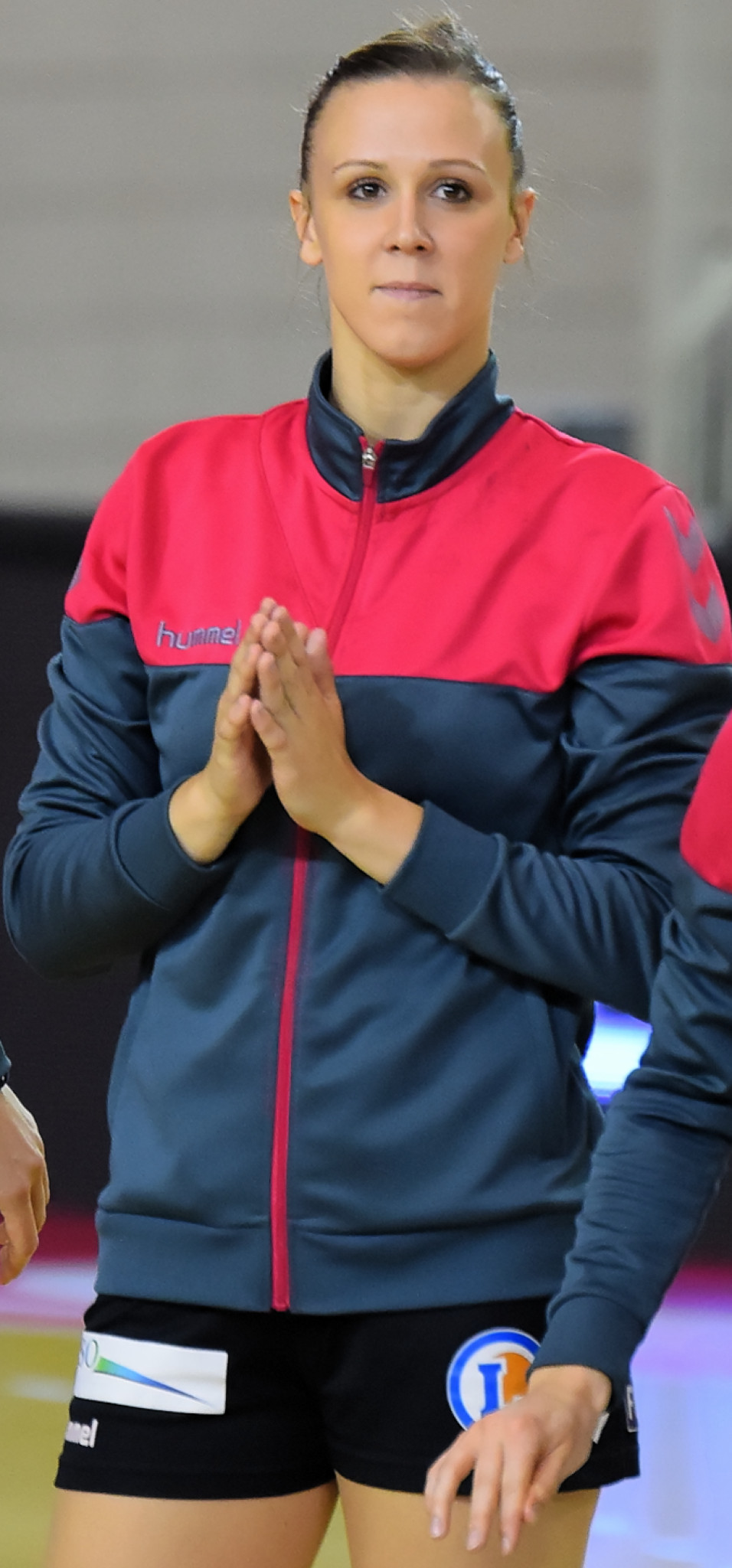
En 2017